# Märsta station
Märsta är en station för såväl SL:s pendeltåg samt Mälartåg, belägen i Märsta, Sigtuna kommuns centralort.

## Pendeltågsdelen
Pendeltågdelen anlades efter att Storstockholms Lokaltrafik övertagit ansvaret för lokal persontrafik på järnväg inom Stockholms län och stod klar hösten 1968. Den består av en mittplattform med två spår. Biljetthall och väntutrymme finns på norra delen av plattformen. Det är en säckstation och entrén är i gatunivå. Stationen har drygt 6 500 påstigande på vardagar på pendeltågen. Dessutom har bussterminalen cirka 7 600 påstigande per vardag.

## Fjärrtågsdelen
Fjärrtågsdelen är en äldre del som består av en plattform med två genomgående spår. Mälartågs tåg (Uppsala–Stockholm) gör uppehåll här. Dubbelspår söderifrån togs i bruk 1906 och dess fortsättning norrut 1908. Trafiken har minskat på den här delen av stationen sedan Arlandabanan togs i bruk år 1999, eftersom många fjärrtåg norrut går den vägen.

## Stationsbyggnaden
Stationsbyggnaden uppfördes 1914 och skadades vid en brand i maj 2000. En rivning var aktuell, eftersom byggnaden inte längre hade någon järnvägsteknisk funktion, men efter ett kommunalt ingripande renoverades byggnaden som numera innehåller ett kafé bland annat.

## Galleri

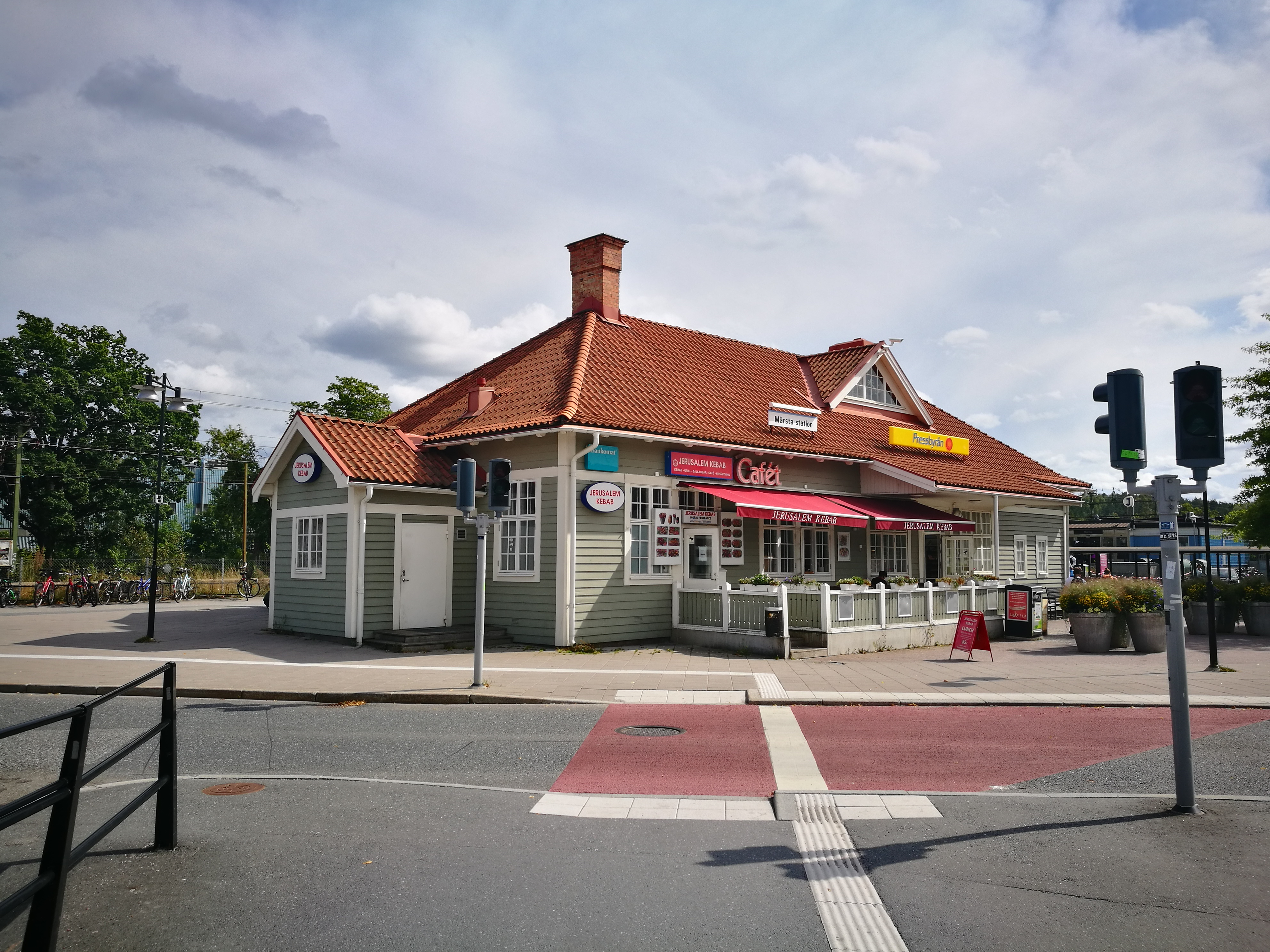
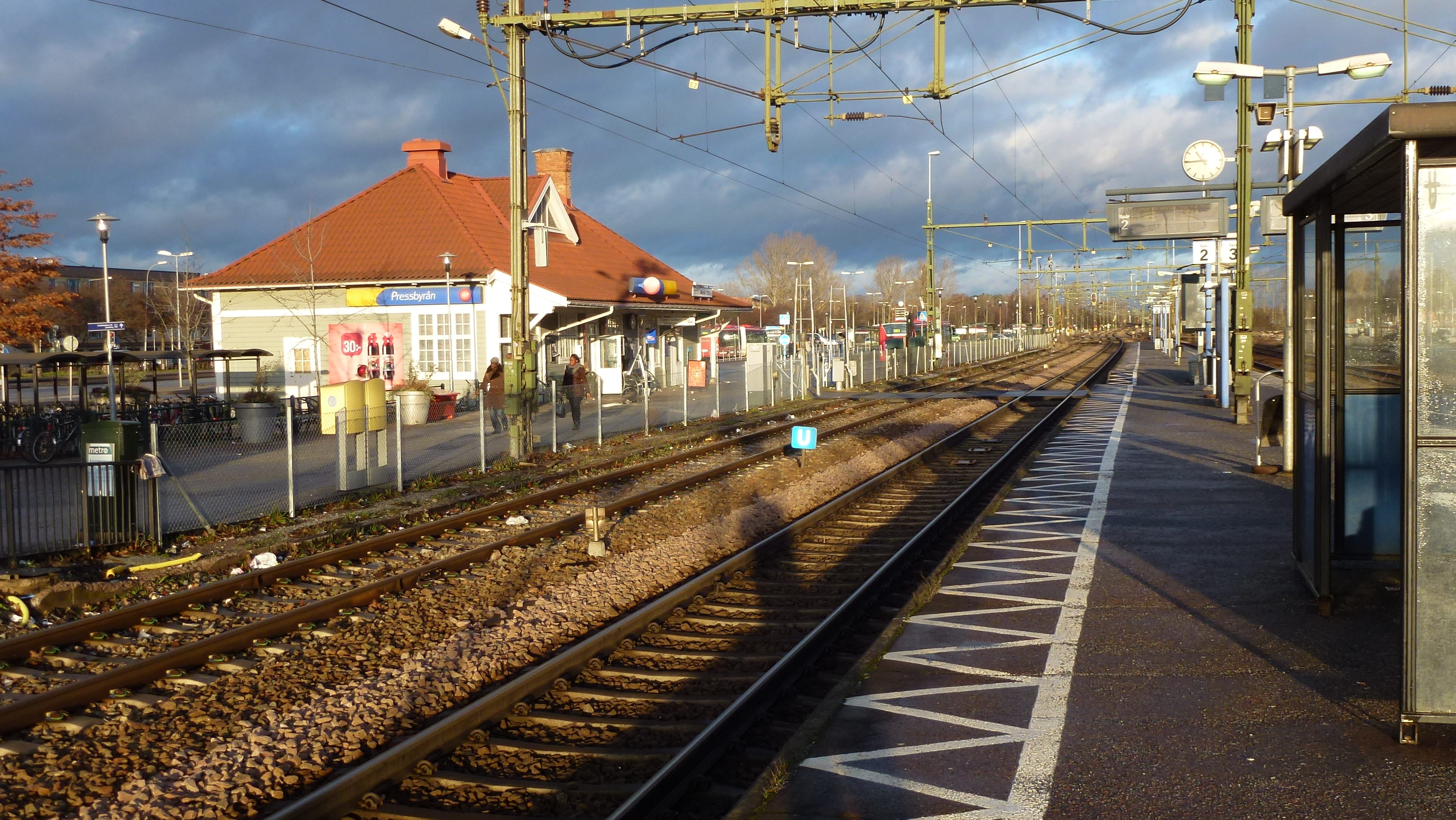
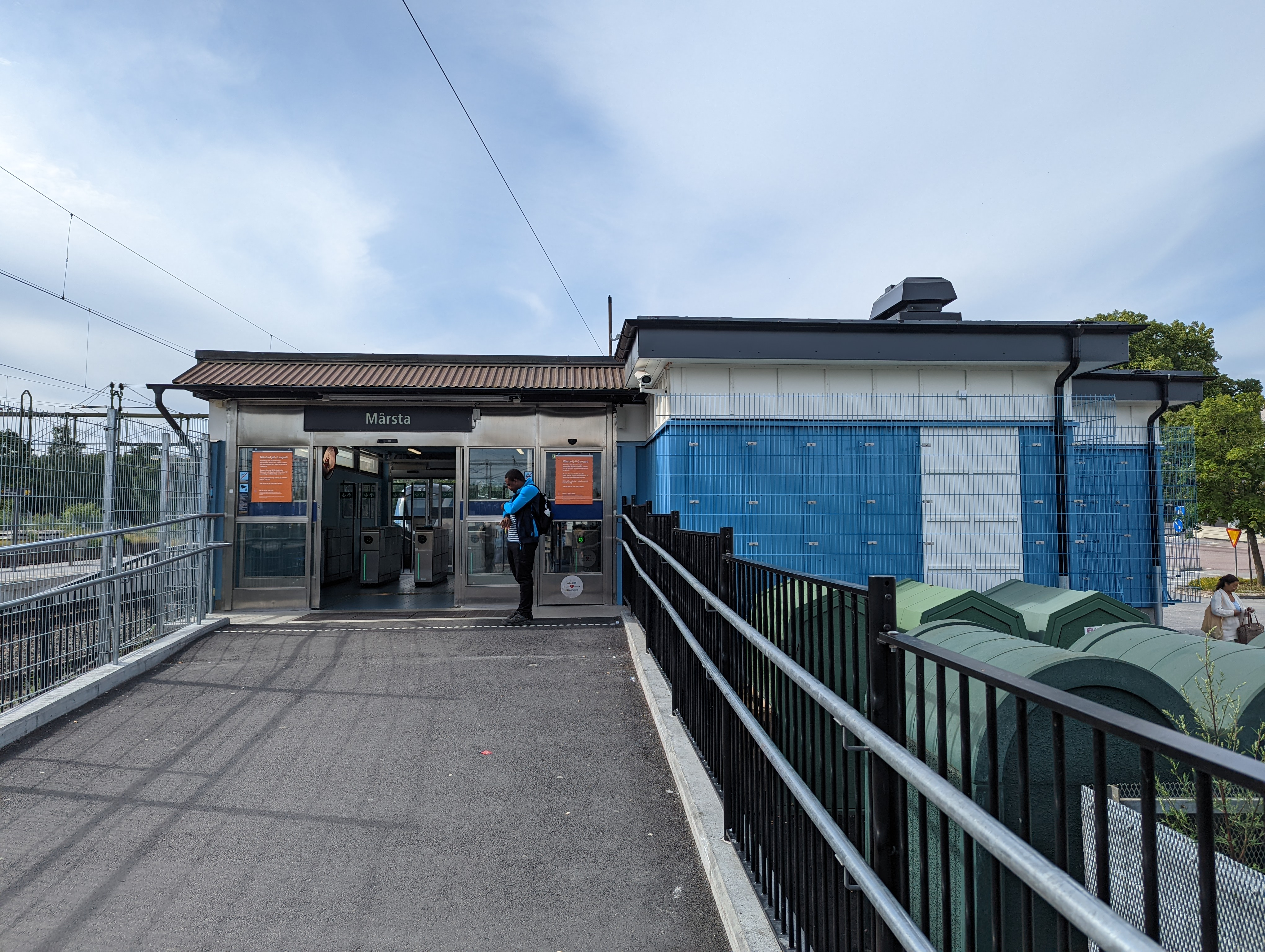
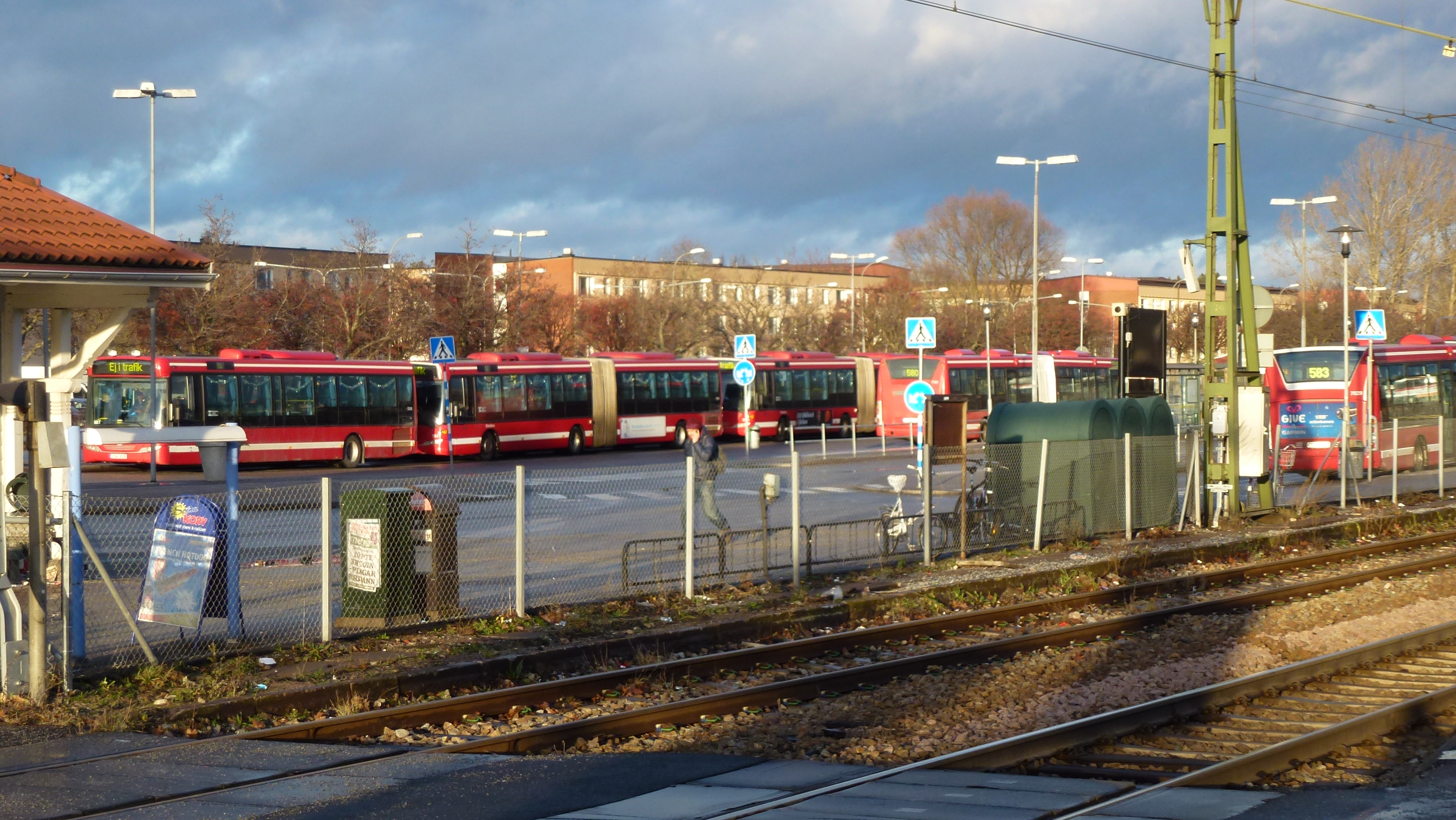
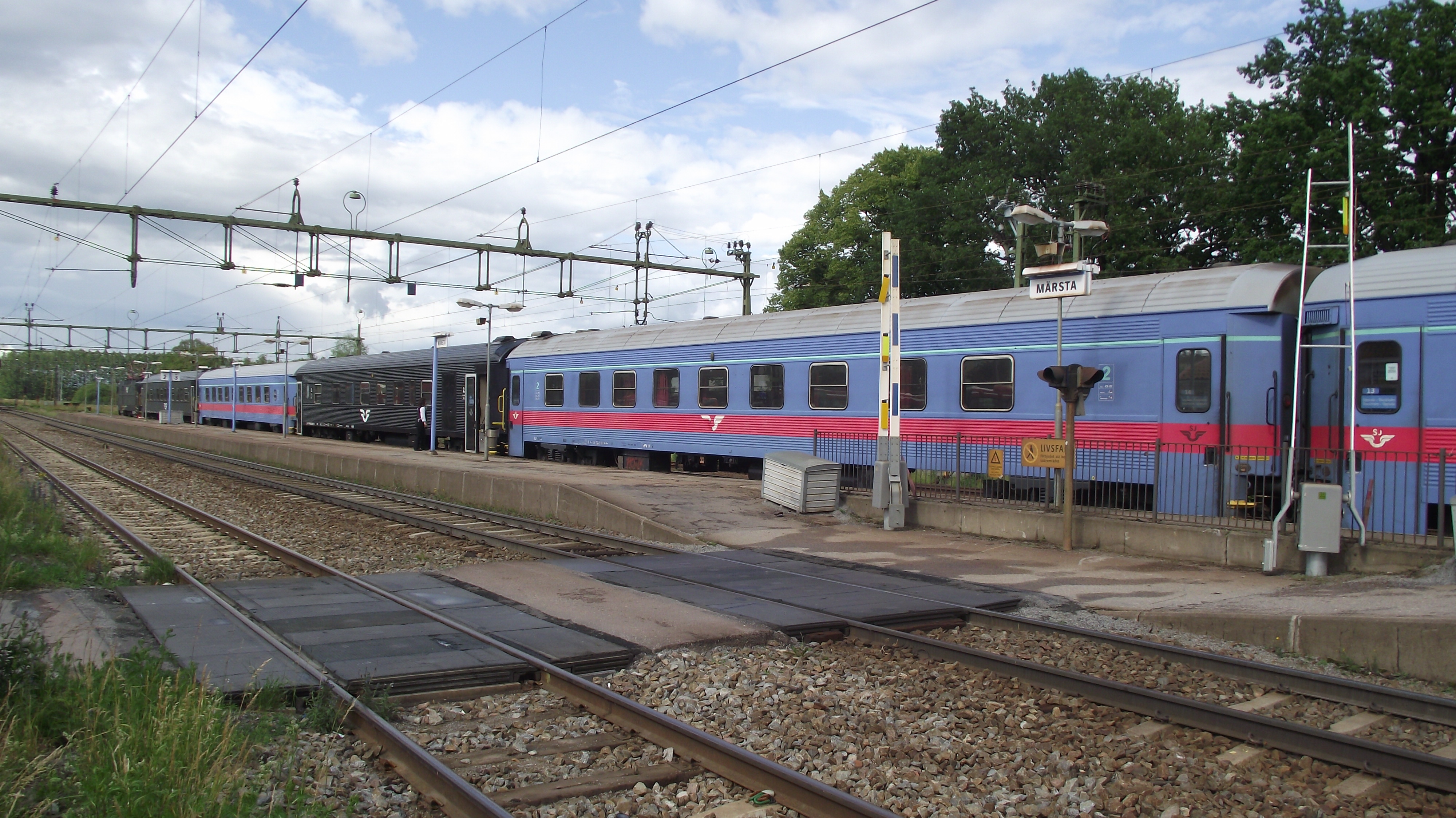